# Johan Le Bon
Johan Le Bon (Lannion, Costes del Nord, 3 d'octubre de 1990) és un ciclista francès, professional entre el 2009 i el 2021. El 2022 passà a córrer amb l'equip amateur Dinan Sport Cycling. En categories inferiors aconseguí un destacat palmarès, destacant el Campionat del món en ruta júnior i dos campionats nacionals sub-23 de contrarellotge. Com a professional destaca una victòria d'etapa a l'Eneco Tour 2015.

## Palmarès
- 2007
  - Vencedor d'una etapa de la Ronde des vallées
- 2008
  - 1r a la Clàssica del Alps júnior
  -  1r al Campionats d'Europa de en ruta júnior
  -  Campió del món en ruta júnior
  - 1r a la Ronde des vallées i vencedor d'una etapa
  - 1r al Tour de Morbihan
- 2009
  - 1t a l'Étoile de Tressignaux
  - 1r al Gran Premi ciclista de Saguenay
  - Vencedor d'una etapa a la Clàssica Loira Atlàntic
- 2010
  - 1r a la Route bretonne
  - Vencedor d'una etapa al Gran Premi ciclista de Saguenay
  - 1r a la Kreiz Breizh Elites i vencedor d'una etapa
- 2011
  -  Campió de França de contrarellotge sub-23
  - Vencedor de la classificació de la muntanya al Tour de Picardia
- 2012
  -  Campió de França de contrarellotge sub-23
  - Vencedor d'una etapa a la Volta a Turíngia
- 2015
  - Vencedor d'una etapa a l'Eneco Tour
  - Vencedor d'una etapa als Boucles de la Mayenne
- 2017
  - Vencedor de 2 etapes als Boucles de la Mayenne
  - Vencedor d'una etapa al Tour de l'Ain
- 2020
  - 1r a la Malaysian International Classic Race
- 2021
  - 1r al Gram Premi Gilbert-Bousquet
  - 1r al Tour de Loiret i vencedor de 2 etapes
  - 1r a l'Estivale bretonne i vencedor d'una etapa
  - 1r al Saint-Brieuc Agglo Tour i vencedor d'una etapa
  - 1r als Tres dies de Cherbourg i vencedor d'una etapa
  - Vencedor d'una etapa al Tour de Côte-d'Or
  - Vencedor d'una etapa a la Kreiz Breizh Elites
  - Vencedor de 2 etapes de la Ronde finistérienne
- 2022
  - 1r a la Ruta bretona
  - 1r al Gran Premi Gilbert-Bousquet
  - 1r al Gran Premi de Noyal
  - 1r al Tour de Bretanya i vencedor de 2 etapes
  - 1r a l'Essor breton

### Resultats al Giro d'Itàlia
- 2013. 115è de la classificació general
- 2014. 89è de la classificació general

### Resultats a la Volta a Espanya
- 2014. 79è de la classificació general
- 2016. Abandona (14a etapa)
- 2017. Abandona (9a etapa)